# World RX de Francia 2016
El World RX de Francia, oficialmente Bretagne World RX of France, es una prueba de Rallycross en Francia válida para el Campeonato Mundial de Rallycross. Se celebró en el Circuito de Lohéac en Lohéac, Bretaña, Francia.
Johan Kristoffersson consiguió su primera victoria de la temporada a bordo de su Volkswagen Polo, seguido de Andreas Bakkerud y Sébastien Loeb.

## Supercar

### Series

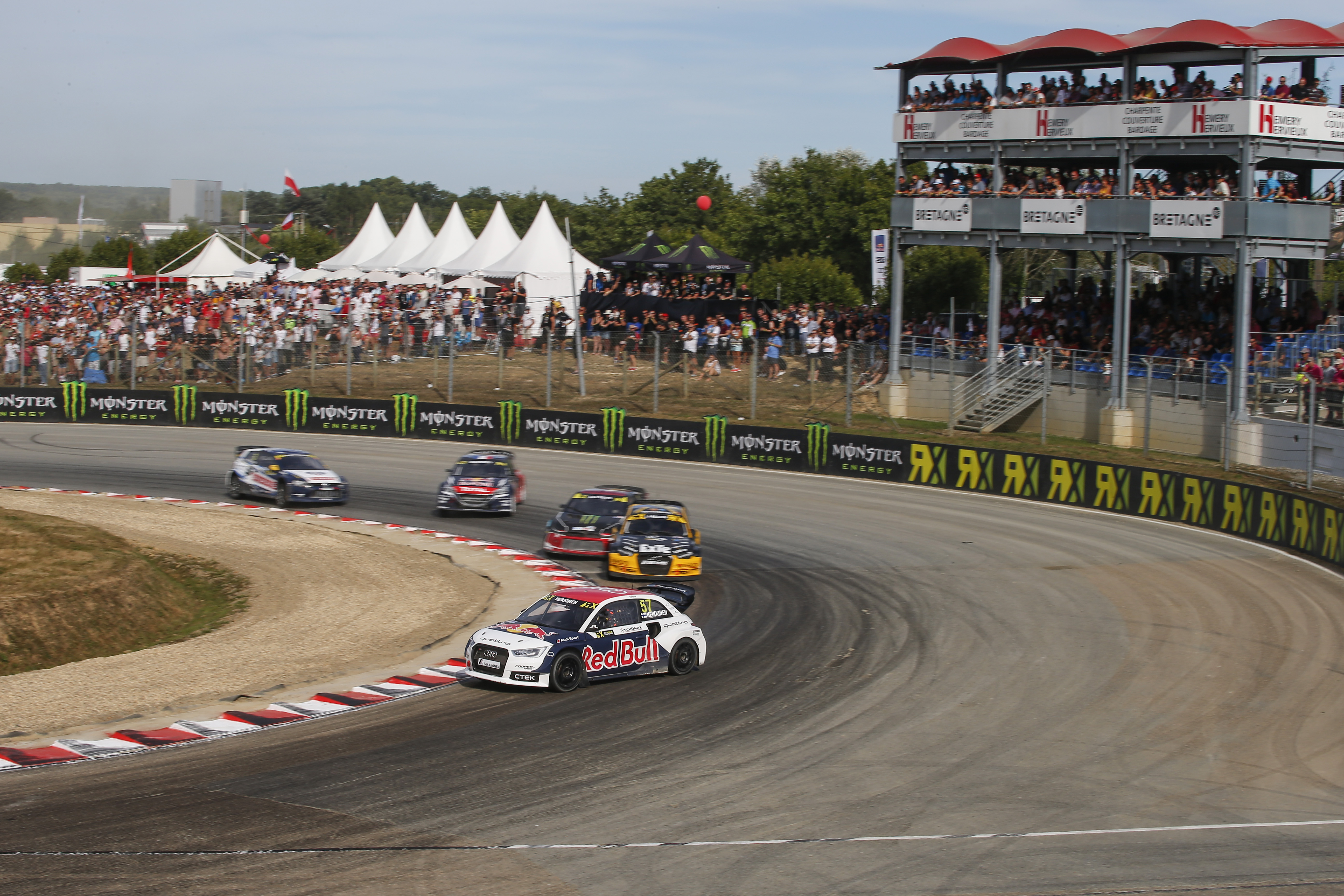
Qualifying 2 Race 5

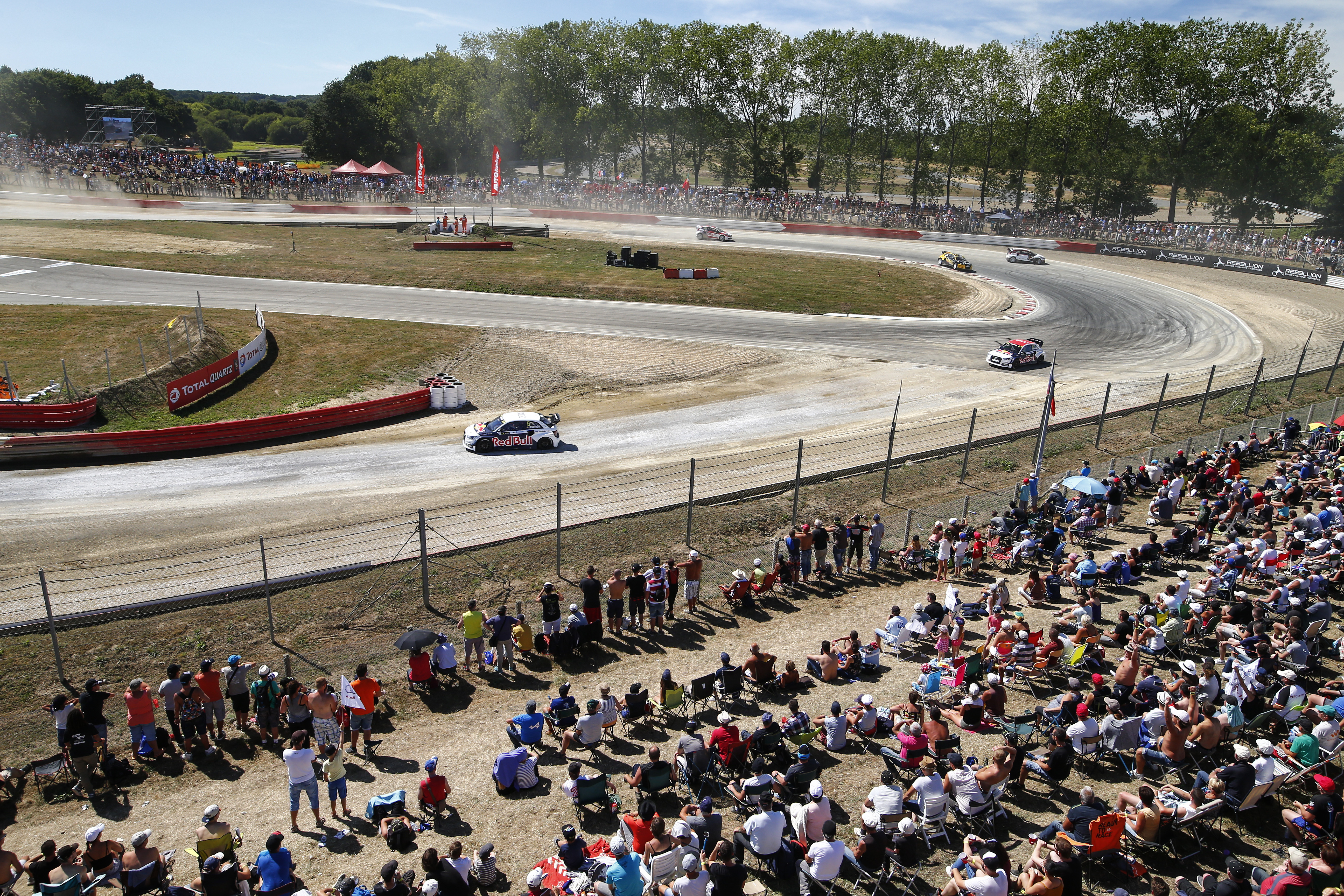
El circuito dividido entre la vuelta normal y la vuelta Joker

| Pos. | No. | Piloto                | Equipo                          | Auto                | Q1   | Q2   | Q3   | Q4   | Pts |
| ---- | --- | --------------------- | ------------------------------- | ------------------- | ---- | ---- | ---- | ---- | --- |
| 1    | 5   | Mattias Ekström       | EKS RX                          | Audi S1             | 1º   | 1º   | 2º   | 3º   | 16  |
| 2    | 3   | Johan Kristoffersson  | Volkswagen RX Sweden            | Volkswagen Polo     | 9º   | 13º  | 1º   | 1º   | 15  |
| 3    | 13  | Andreas Bakkerud      | Hoonigan Racing Division        | Ford Focus RS       | 3º   | 2º   | 4º   | 9º   | 14  |
| 4    | 43  | Ken Block             | Hoonigan Racing Division        | Ford Focus RS       | 5º   | 8º   | 5º   | 6º   | 13  |
| 5    | 1   | Petter Solberg        | Petter Solberg World RX Team    | Citroën DS3         | 6º   | 10º  | 11º  | 2º   | 12  |
| 6    | 9   | Sébastien Loeb        | Team Peugeot-Hansen             | Peugeot 208         | 2º   | 6º   | 14º  | 7º   | 11  |
| 7    | 21  | Timmy Hansen          | Team Peugeot-Hansen             | Peugeot 208         | 4º   | 4º   | 10º  | 13º  | 10  |
| 8    | 17  | Davy Jeanney          | Peugeot Hansen Academy          | Peugeot 208         | 7º   | 12º  | 12º  | 4º   | 9   |
| 9    | 4   | Robin Larsson         | Larsson Jernberg Motorsport     | Audi A1             | 10º  | 9º   | 8º   | 10º  | 8   |
| 10   | 71  | Kevin Hansen          | Peugeot Hansen Academy          | Peugeot 208         | 26º  | 3º   | 7º   | 8º   | 7   |
| 11   | 15  | Reinis Nitišs         | All-Inkl.com Münnich Motorsport | SEAT Ibiza          | 12º  | 15º  | 15º  | 5º   | 6   |
| 12   | 26  | Andy Scott            | Albatec Racing                  | Peugeot 208         | 17º  | 20º  | 6º   | 12º  | 5   |
| 13   | 24  | Tommy Rustad          | Albatec Racing                  | Peugeot 208         | 19º  | 11º  | 18º  | 11º  | 4   |
| 14   | 68  | Niclas Grönholm       | Olsbergs MSE                    | Ford Fiesta ST      | 16º  | 14º  | 20º  | 14º  | 3   |
| 15   | 57  | Toomas Heikkinen      | EKS RX                          | Audi S1             | 8º   | 7º   | 27º  | 19º  | 2   |
| 16   | 55  | René Münnich          | All-Inkl.com Münnich Motorsport | SEAT Ibiza          | 18º  | 18º  | 19º  | 16º  | 1   |
| 17   | 87  | Jean-Baptiste Dubourg | DA Racing                       | Citroën DS3         | 13º  | 26º  | 3º   | 26º  |     |
| 18   | 92  | Anton Marklund        | Volkswagen RX Sweden            | Volkswagen Polo     | 14º  | 16º  | 16º  | 25º  |     |
| 19   | 98  | Pascal Le Nouvel      | Pascal Le Nouvel                | Ford Fiesta         | 24º  | 28º  | 9º   | 15º  |     |
| 20   | 84  | "Knapick"             | Hervé "Knapick" Lemonnier       | Citroën DS3         | 22º  | 19º  | 21º  | 20º  |     |
| 21   | 121 | Philippe Maloigne     | Albatec Racing                  | Peugeot 208         | 25º  | 24º  | 17º  | 17º  |     |
| 22   | 29  | Yann Le Jossec        | Olsbergs MSE                    | Ford Fiesta ST      | 11º  | 17º  | 25º  | 27º  |     |
| 23   | 11  | Fredrik Salsten       | HTD Salsten Racing              | Peugeot 208         | 15º  | 21º  | 28º  | 18º  |     |
| 24   | 83  | Patrick Guillerme     | Patrick Guillerme               | Peugeot 208         | 20º  | 22º  | 24º  | 21º  |     |
| 25   | 49  | "M.D.K."              | "M.D.K."                        | Ford Fiesta         | 23º  | 25º  | 23º  | 22º  |     |
| 26   | 6   | Jānis Baumanis        | World RX Team Austria           | Ford Fiesta         | 30.º | 5º   | 13º  | 28º  |     |
| 27   | 2   | Oliver O'Donovan      | Oliver O'Donovan                | Ford Fiesta         | 21º  | 27º  | 22º  | 23º  |     |
| 28   | 102 | Tamás Kárai           | Racing-Com                      | Audi A1             | 27º  | 23º  | 26º  | 24º  |     |
| 29   | 89  | Fabien Chanoine       | Fabien Chanoine                 | Renault Clio        | 28º  | 29º  | 29º  | 29º  |     |
| 30   | 7   | Timur Timerzyanov     | World RX Team Austria           | Ford Fiesta         | 29.º | 30.º | 30.º | 30.º |     |
| 31   | 65  | Guerlain Chicherit    | JRM Racing                      | BMW MINI Countryman | 31.º | 31.º | 31.º | 31.º |     |

### Semifinales
Semifinal 1
| Pos. | No. | Piloto           | Equipo                          | Tiempo   | Pts |
| ---- | --- | ---------------- | ------------------------------- | -------- | --- |
| 1    | 13  | Andreas Bakkerud | Hoonigan Racing Division        | 3:56.013 | 6   |
| 2    | 1   | Petter Solberg   | Petter Solberg World RX Team    | +3.807   | 5   |
| 3    | 15  | Reinis Nitišs    | All-Inkl.com Münnich Motorsport | +4.262   | 4   |
| 4    | 5   | Mattias Ekström  | EKS RX                          | +4.629   | 3   |
| 5    | 21  | Timmy Hansen     | Team Peugeot-Hansen             | +27.329  | 2   |
| 6    | 4   | Robin Larsson    | Larsson Jernberg Motorsport     | DNF      | 1   |

Semifinal 2
| Pos. | No. | Piloto               | Equipo                   | Tiempo   | Pts |
| ---- | --- | -------------------- | ------------------------ | -------- | --- |
| 1    | 3   | Johan Kristoffersson | Volkswagen RX Sweden     | 3:55.777 | 6   |
| 2    | 9   | Sébastien Loeb       | Team Peugeot-Hansen      | +3.325   | 5   |
| 3    | 43  | Ken Block            | Hoonigan Racing Division | +4.246   | 4   |
| 4    | 17  | Davy Jeanney         | Peugeot Hansen Academy   | +4.735   | 3   |
| 5    | 71  | Kevin Hansen         | Peugeot Hansen Academy   | +5.068   | 2   |
| 6    | 26  | Andy Scott           | Albatec Racing           | +9.103   | 1   |

### Final
| Pos. | No. | Piloto               | Equipo                          | Tiempo     | Pts |
| ---- | --- | -------------------- | ------------------------------- | ---------- | --- |
| 1    | 3   | Johan Kristoffersson | Volkswagen RX Sweden            | 3:54.670   | 8   |
| 2    | 13  | Andreas Bakkerud     | Hoonigan Racing Division        | +3.417     | 5   |
| 3    | 9   | Sébastien Loeb       | Team Peugeot-Hansen             | +5.319     | 4   |
| 4    | 1   | Petter Solberg       | Petter Solberg World RX Team    | +5.812     | 3   |
| 5    | 15  | Reinis Nitišs        | All-Inkl.com Münnich Motorsport | +6.372     | 2   |
| Ret  | 43  | Ken Block            | Hoonigan Racing Division        | Sin Tiempo | 1   |

## Campeonato tras la prueba
Estadísticas Supercar
| Pos | Piloto               | Pts | Dif |
| --- | -------------------- | --- | --- |
| 1   | Petter Solberg       | 181 |     |
| 2   | Mattias Ekström      | 176 | +5  |
| 3   | Johan Kristoffersson | 158 | +23 |
| 4   | Andreas Bakkerud     | 157 | +24 |
| 5   | Sébastien Loeb       | 141 | +40 |

| Prueba previa: World RX de Canadá 2016  | Temporada 2016 del Campeonato Mundial de Rallycross | Siguiente prueba: World RX de Barcelona 2016 |
| Prueba previa: World RX de Francia 2015 | World RX de Francia                                 | Siguiente prueba: World RX de Francia 2017   |

- Datos: Q28035213
- Multimedia: 2016 World RX of France / Q28035213